# 磁荷
磁荷（じか、Magnetic charge）は、磁極が帯びている磁気の量。
単位はウェーバ（Wb）。
「磁荷」のほかに「磁気量」、「磁極の強さ」ともいう。
N極の磁荷は正、S極は負と定義される。
電気における電荷に対応するものとして考えられたが、
N極やS極の磁荷というものが単体で発見されたことはない。
観測される磁気は、
単一の磁荷（磁気単極子、モノポール(magnetic monopole)）に由来するものではなく、
常にN極とS極がペアになった磁気双極子の形をもつ。
観測される磁気は磁荷によるものではなく、
古典論の立場では電流（電荷の移動）による。
量子論の立場では、
例えば原子の中の電子の軌道角運動量に由来する磁気モーメントや、
電子自体のスピンに由来する磁気モーメントが、
物質の磁性の源となる。
電磁気学の計算が磁荷をもちいると簡単になる場合があるので、
仮想的な道具として使われることがある。
磁荷の間にはたらく力はクーロンの法則とほぼ同じ形で書くことができる。
また、マクスウェルの方程式に磁荷をとり入れると、電場と磁場の対称性が高まる。
磁気単極子の存在を支持する理論もあり、現在でも磁気単極子を検出する試みは続けられている。